# Márkus József (író)
Márkus József (Nagyvárad, 1854. április 12. – Sanremo, 1911. március 24.) hírlapíró, színműíró.

## Élete
Márkus László kereskedő és Feldmann Debóra fia. A gimnáziumot szülővárosában, a jogot Budapesten végezte és szigorlatokat is tett; azonban közel az ügyvédi vizsgához szakított a jogi pályával és hajlandóságát követve az irodalomra adta magát. A hírlapírással kezdte mint fiatal ember a Nagyvárad című napilapnál. A fővárosba kerülvén, a lapokba írt eleven apró elbeszéléseivel vonta magára a figyelmet. Később foglalkozásává tette a hírlapírást; eleinte az Egyetértésnek, majd a Pesti Naplónak volt dolgozótársa. A színésznevelés terén is tisztes munkával vette ki részét, amennyiben Rákosi Szidi színésziskolájában elméleti tanár volt. Megalapította 1898-ban a Magyar Színpad című színházi napilapot. Az operett-írás terén aratta legnevezetesebb sikereit.
Felesége Fehér (Weisz) Ilona (1866–1913) színésznő volt, akivel 1888. szeptember 18-án Budapesten kötött házasságot. A Népszínház kórusának egyik kiváló szépsége volt.
Cikkei a Pesti Hírlapban (1887. 251. sz. A magyar színészet történetéből); a Magyar Geniuszban (1896. Béni bácsi és a szerzője); a Budapesti Naplóban (1899. 355. sz. Jób szenvedése, mutatvány egy készülő drámából) sat. A Biharban (1873. I. A fekete ember c. két kötetes regénye jelent meg).
Szerkesztette a Magyar Figarót 1886-tól Satanello álnévvel és a Magyar Színpad c. napilapot 1899. október 1-től.
Álneve és jegye: Rip von Winkle és M-s (a Budapesti Naplóban); Czirok Alfonz (a Pikáns Lapokban).

## Munkái
- Fekete betűk sötét tartalommal. Elbeszélések. Nagyvárad, 1873.
- Téli estékre. Ugyanott, 1876.
- Opmhale asszony lábainál. Ugyanott, 1878. (Ismert. Petőfi-Társ. Lapja 1877. 15., Délibáb 27. sz. 2. kiadás. Uo. 1881.)
- Könyv és mosoly. Tíz beszély. Bpest, 1897. (Ismert. Ellenőr 48., nagyváradi Szabadság 27. sz.)
- Babám könyve. Költemények. Uo. 1882. (Ism. Főv. Lapok 37. sz.
- Egy ballépés. Eredeti szinmű négy felv. Uo. (1883. M. Könyvesház 111-112.).
- Tisztességes asszonyok. Uo. 1885. (2. k. 1885., Ism. a nagyváradi Szabadság 298. sz., 3. k. 1886. Uo.).
- Exotikus növények. Uo. 1886.
- Aquarellek Amor műterméből. Uo. 1886. (4. bőv. kiadás. Uo. 1896.).
- A tilosban. Elbeszélések. Uo. 1887.
- Kikapós menyecskék. Uo. 1888. (Urak könyvtára 1.)
- Csintalan történetek. Ugyanott, 1889.
- Mikor Amor nevet. Uo. (1889. Útközben 4.)
- Cigarette-szikrák. Uo. 1889.
- A kulisszák mögül. Szinházi pletykák és történetkék. Uo. 1889. (Satanello álnév alatt).
- A szerelem pillangói. Uo. 1890. Szerző arczk. (Németül. Uo. 1890. képekkel).
- Az én asszonykáim. Uo. 1890. (Útközben 8.)
- Ezek azok! Uo. 1894.
- Hamis bálványok. Uo. 1894. (Athenaeum Olvasótára II. 21. Ism. P. Napló 351. sz.)
- A hivatalos feleség. Szinmű Savage elbeszélése után írta Erdmann Jesnitzer Frigyes, ford. Uo. 1898. (Fővárosi szinházak műsora 1. Először adták a vígszinházban 1897. okt. 2.)

### Színművei kéziratban
- Rika című operett-librettó (színre került a népszínházban 1895-ben)
- A kukta kisasszony, énekes bohózat három felvon., zenéje Szabados Bélától (először adták a budapesti népszínházban 1897. nov. 23.)
- Liliputi herczegnő, énekes színmű három felvonásban, zenéje Hegyi Bélától (először a magyar színházban 1899. márc. 25.)
- Betyárvilág, eredeti operett három felvonásban, zenéje Fejér Jenőtől (először a népszínházban 1899. ápr. 8.)
- fordította Ziegler K. Anyós c. vígjátékát (először a Vígszínházban 1898. máj. 20.).